# Arturo Farías
Pour les articles homonymes, voir Farías.
Arturo Farías (né le 1er septembre 1927 à Santiago et mort le 19 octobre 1992) est un joueur de football international chilien.

## Biographie

### Palmarès
| Titre            | Club      | Pays  | Année |
| ---------------- | --------- | ----- | ----- |
| Primera División | Colo-Colo | Chili | 1953  |
| Primera División | Colo-Colo | Chili | 1958  |